# Cervera de Pisuerga
Cervera de Pisuerga is een gemeente in de Spaanse provincie Palencia in de regio Castilië en León met een oppervlakte van 323,21 km². Cervera de Pisuerga telt 2.399 inwoners (1 januari 2016).